# Компут
Компу́т (лат. computus — «рахунок», від computare — «лічити») — перепис, чисельний стан, або інакше поіменні реєстри козацького війська.

## Історія
З'явилися вони після того, як козацькі загони офіційно були взяті на державну службу в Речі Посполитій. Першим компутом що дійшов до наших днів є козацький реєстр 1581 року — у 1579 році Стефан Баторій оголосив війну Московії і реєстровці під проводом Яна Оришовського вирушили у похід в складі королівського війська. Складений під час видачі сукна і грошей останньої чверті року служби.
В. Голобуцький щодо реєстру 1581 року писав: «він дає можливість краще ознайомитися з організацією реєстрового війська, яке складалося з двох частин: перша становила офіцерську сотню з 30 чоловік на чолі з „поручиком козаків низових запорозьких“ Яном Оришовським, друга, числом 500 козаків, була поділена на десятки, кожним з яких керував „отаман“, що входив у число цієї десятки». Більша частина козаків була родом з Київщини і Волині. Згідно з цим реєстром у війську етнічно переважали українці та білоруси (80 %), по 8 % поляків та росіян, 4.3 % — литовці.
Також компутом називали подвірні переписи населення Гетьманщини з середини XVII століття, коли обліковувались тільки голови сімей козаків та посполитих і особливі переписи частини козацької старшини — бунчукового та військового товариства, котрі не включались до подвірних ревізій козаків. Складалися окремо Генеральною військовою канцелярією та Другою Малоросійською колегією.
В багатонаціональній Речі Посполитій XVII—XVIII століття компутом називали головні сили регулярної армії, утримувані за рахунок державного скарбу.